# Daedra Charles
Daedra Janel Charles (Detroit, Michigan; 22 de noviembre de 1968-Ibidem, 14 de abril de 2018) fue una baloncestista estadounidense. Consiguió dos medallas con  Estados Unidos en los mundiales y en los Juegos Olímpicos.